# Aşağıyalankoz, Siverek
Aşağıyalankoz là một xã thuộc huyện Siverek, tỉnh Şanlıurfa, Thổ Nhĩ Kỳ. Dân số thời điểm năm 2011 là 568 người.